# Бомбардування Чернігова (3 березня 2022)
Бомбардування Чернігова — серія авіаударів, скоєних по території міста Чернігова та його околиць, внаслідок яких загинуло щонайменше 47 осіб. За оцінками неурядових організацій, таких як Human Rights Watch або Amnesty International, є воєнним злочином.

## Атака
3 березня 2022 року, приблизно о 12:15, Збройні сили РФ здійснили бомбардування житлових районів Чернігова за допомогою некерованих авіабомб на трикутну площу, утворену вулицями В'ячеслава Чорновола та Кругової. За даними Amnesty International, по житловому району скинули щонайменше 8 авіабомб.
Кадри нападу зафіксовані на камеру приладової панелі (Dashcam). На відео показано падіння шести бомб і вибух. Інші інтернет-ЗМІ опублікували кадри тіла загиблих, а також тих, хто вижив на ношах, пожежників, які намагаються загасити пожежу в постраждалому головному житловому комплексі, а також автомобілі та дерева. За словами голови Чернігівської ВЦА В'ячеслава Чауса, внаслідок бомбардування постраждали дві школи. Свідок, який проживає на вулиці Івана Богуна, Аліна, перед вибухом бомб почула гучне дзижчання.
Уродженка України конгресвумен США Вікторія Спартц (від Індіани) повідомила журналістам, що її бабуся проживала в будинку неподалік і всі вікна були знищені.

## Жертви

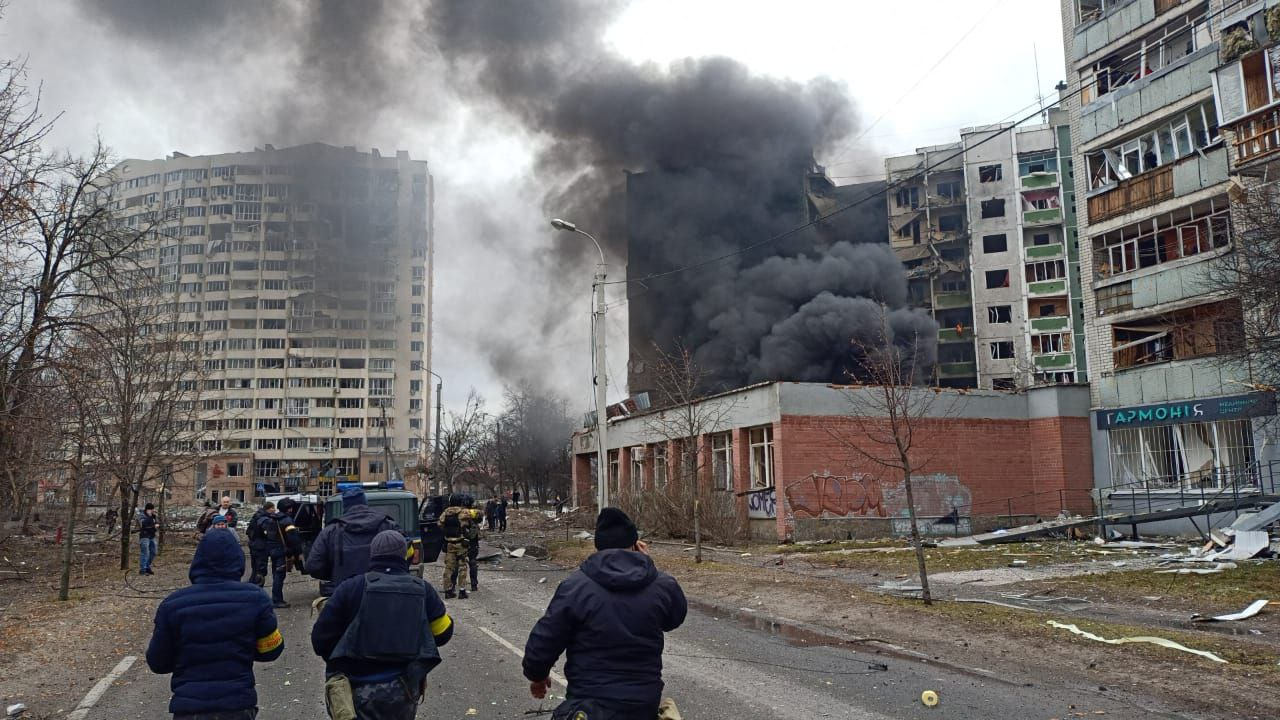
Наслідки удару

Основними жертвами удару стали мирні жителі, які на момент удару стояли у черзі за хлібом. Юлія Матвієнко, також мешканка вулиці Івана Богуна, пережила вибух, отримала травму голови. Її троє дітей не постраждали, але після вибуху змушені були вилазити з-під завалів. За даними рятувальних служб, загинуло 38 чоловіків та 9 жінок, а ще 18 людей постраждали.

## Розслідування та реакції
За даними Amnesty International, поблизу району удару не було військових об'єктів або військовослужбовців, через що за оцінками організації даний авіаудар є воєнним злочином.
Human Rights Watch не виявила поблизу «значної [військової] мети на перехресті або поруч із ним у момент удару… що вказує на потенційно навмисний або безрозсудний невибірковий напад». HRW закликала міжнародний суд по Україні та комісію ООН з прав людини провести розслідування за цим фактом та притягнути за його результатами винних до відповідальності. Розслідування HRW включало телефонні інтерв'ю з трьома свідками та двома іншими мешканцями Чернігова, а також аналіз 22 відео та 12 фотографій. Свідки, опитані HRW, заявили, що їм нічого не відомо про військові об'єкти або операції, що проводяться по сусідству.
За непрямими даними, можна припустити, що удари завдавалися за допомогою ФАБ-500.